# Aristide Mono
 (octobre 2024).
Il peut être nécessaire de l'améliorer pour respecter le principe de neutralité de point de vue. Veuillez consulter la page de discussion pour plus de détails.

 (septembre 2024).
La mise en forme du texte ne suit pas les recommandations de Wikipédia : il faut le « wikifier ».
Les points d'amélioration suivants sont les cas les plus fréquents. Le détail des points à revoir est peut-être précisé sur la page de discussion.
- Les titres sont pré-formatés par le logiciel. Ils ne sont ni en capitales, ni en gras.
- Le texte ne doit pas être écrit en capitales (les noms de famille non plus), ni en gras, ni en italique, ni en « petit »…
- Le gras n'est utilisé que pour surligner le titre de l'article dans l'introduction, une seule fois.
- L'italique est rarement utilisé : mots en langue étrangère, titres d'œuvres, noms de bateaux, etc.
- Les citations ne sont pas en italique mais en corps de texte normal. Elles sont entourées par des guillemets français : « et ».
- Les listes à puces sont à éviter, des paragraphes rédigés étant largement préférés. Les tableaux sont à réserver à la présentation de données structurées (résultats, etc.).
- Les appels de note de bas de page (petits chiffres en exposant, introduits par l'outil «  Source ») sont à placer entre la fin de phrase et le point final[comme ça].
- Les liens internes (vers d'autres articles de Wikipédia) sont à choisir avec parcimonie. Créez des liens vers des articles approfondissant le sujet. Les termes génériques sans rapport avec le sujet sont à éviter, ainsi que les répétitions de liens vers un même terme.
- Les liens externes sont à placer uniquement dans une section « Liens externes », à la fin de l'article. Ces liens sont à choisir avec parcimonie suivant les règles définies. Si un lien sert de source à l'article, son insertion dans le texte est à faire par les notes de bas de page.
- La présentation des références doit suivre les conventions bibliographiques. Il est recommandé d'utiliser les modèles {{Ouvrage}}, {{Chapitre}}, {{Article}}, {{Lien web}} et/ou {{Bibliographie}}. Le mode d'édition visuel peut mettre en forme automatiquement les références.
- Insérer une infobox (cadre d'informations à droite) n'est pas obligatoire pour parachever la mise en page.

Pour une aide détaillée, merci de consulter Aide:Wikification.
Si vous pensez que ces points ont été résolus, vous pouvez retirer ce bandeau et améliorer la mise en forme d'un autre article.
 (septembre 2024).
Pour les articles homonymes, voir Mono.

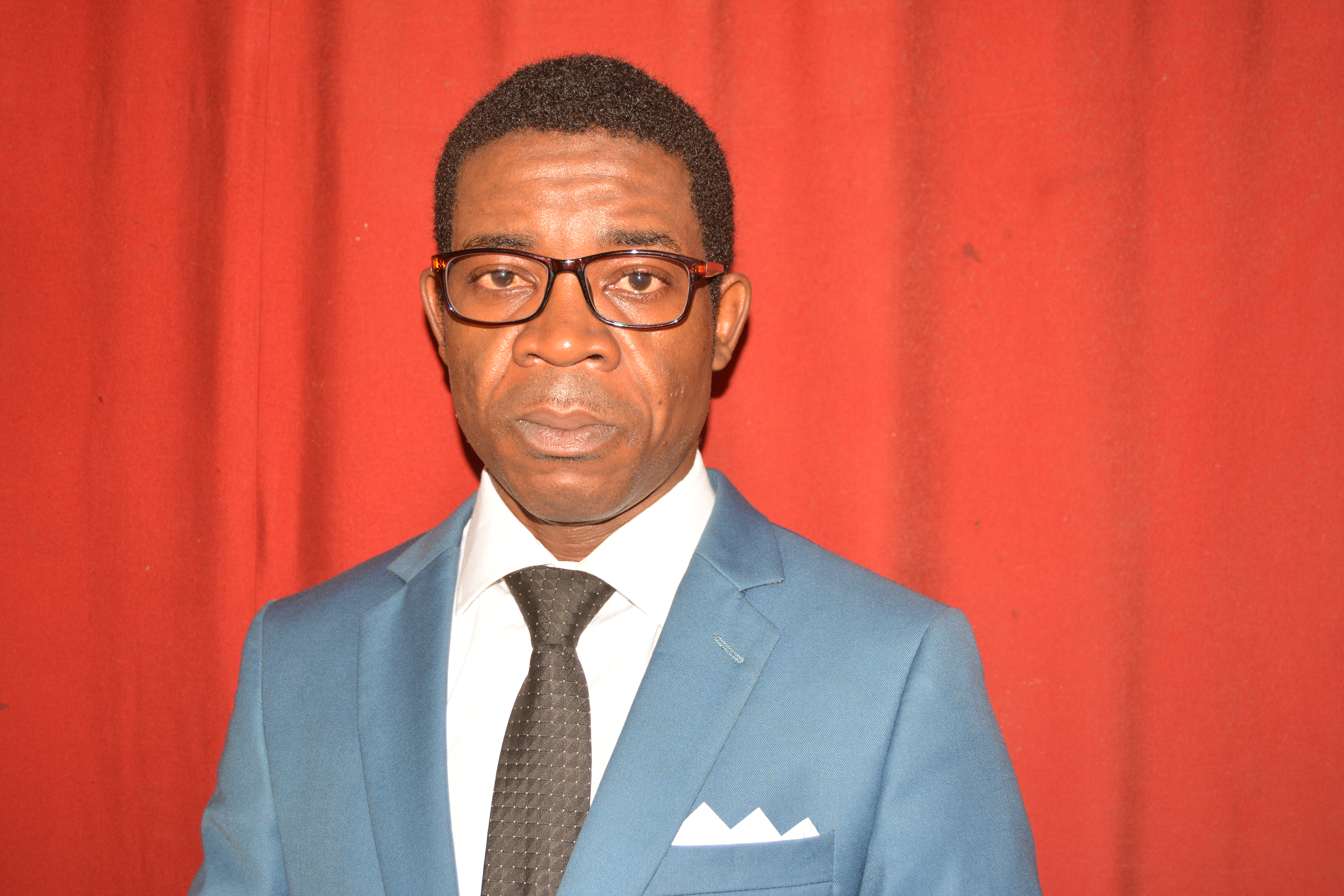
Dr Aristide Mono

Aristide Mono, né le 03 octobre 1983 à Nkoldjama 1, est un politologue camerounais. Il est le Directeur du Cabinet de prestations intellectuelles la Société Camerounaise d'Intelligence et de Recherches.

## Biographie

### Origines, formation et débuts
Aristide Mono est né le 03 octobre 1983 à Nkoldjama par Sa'a dans le département de la Lekié du  Centre, Cameroun. Il fait ses études secondaires au lycée de Nkoumotou, où il  obtient un Baccalauréat A4 en Allemand. Il est diplômé de l'Université de Yaoundé II Soa, où il a obtenu un doctorat en sciences politiques. Il commence sa carrière dans le journalisme, travaillant d'abord pour le journal La voix de la Lekié, puis comme rédacteur en chef du journal Le regard du citoyen. Il a également été lauréat du concours Mondoblog de RFI en 2014, ce qui a renforcé sa visibilité dans les médias.

### Carrière

#### Contributions Académiques
En tant que chercheur, Aristide Mono se concentre sur l'évaluation des politiques publiques et l'analyse des idéologies politiques. Il a publié plusieurs travaux, notamment une étude sur le Grand dialogue national (GDN) en 2020, où il a apporté des perspectives critiques sur les enjeux politiques au Cameroun. Son approche analytique lui permet d'interroger les dynamiques sociales qui influencent la vie politique.

#### Activités Médiatiques
Aristide Mono est également une figure médiatique influente, apparaissant régulièrement sur des chaînes de télévision comme Canal 2 International et Équinoxe TV, où il partage ses analyses sur des questions politiques contemporaines,.

#### Engagement social
En plus de son travail académique et médiatique, Aristide Mono est actif dans la société civile. Il est président de l'association Jeunesse et citoyenneté active, promouvant l'engagement civique parmi les jeunes Camerounais. Il plaide pour une prise de responsabilité accumulée de la jeunesse face aux défis politiques du pays,.

## Distinctions
Aristide Mono est nommé analyste politique de l'année 2023 par les prix nationaux de l'excellence, qui a souligné son impact dans le paysage politique camerounais[réf. nécessaire].
- En 2022, il est désigné comme l'invité préféré des Camerounais au Cameroun par les Awards des Médias de Médiatude.

- En 2022, il est consacré meilleur chroniqueur de l'année au Cameroun par les Awards des Médias ASCOM PRIZE.

- Meilleur panéliste des débats audiovisuels au Cameroun en 2023 par les Awards de Boulevard 237.

## Publications

### Articles
Il est auteur de plusieurs articles scientifiques : 
- Les menaces économiques de Boko Haram dans l’Extrême-Nord Cameroun : entre tentative de sédimentation d’un marché criminel et projet de désagrégation de l’ordre économique local , Revue Espace Géographique et Société Marocaine, n°43-44, janvier 2021, pp. 277-300.

- Democratic Shakiness and Security Crisis In North-West and South-West Cameroon

- Exiting French Hegemony In Sub-Saharan Africa: The Strategy Of “Brachiation”

- Nécrorumeurs des chefs d’Etat dans les démocraties précaires d’Afrique : esquisse d’analyse d’un répertoire d’action politique permanent

Il a conduit plusieurs études en tant consultant avec son cabinet la Société Camerounaise d'Intelligence et de Recherches avec à la clef trois rapports pour le Compte de l'organisme Adisi-Cameroun : I
- Impact des mesures gouvernementales de lutte contre la Covid-19 sur les libertés publiques au Cameroun, ADISI-Cameroun, Rapport d’enquête,  février 2021. 53 pages;

- Evaluation de la participation citoyenne et de l’accès à l’information dans les politiques publiques de santé locale dans les communes de Loum, Penja, Eséka et Makéné, ADISI-Cameroun, Rapport d’enquête, Février 2023 ;

- Rapport d’évaluation de l’état de la participation citoyenne locale au Cameroun et les opportunités qu’offre internet, ADISI-Cameroun, Rapport d’enquête, juillet 2024.